# Lepidostoma hamatum
Lepidostoma hamatum is een schietmot uit de familie Lepidostomatidae. De soort komt voor in het Afrotropisch gebied.